# 大矢根聡
大矢根 聡（おおやね さとし、1961年9月24日 - ）は、日本の政治学者。専門は、国際関係論・国際政治経済学。学位は、博士（政治学）（神戸大学）。同志社大学法学部政治学科教授。

## 来歴
香川県生まれ。神戸大学大学院法学研究科単位取得退学。国際大学助手・講師、金沢大学法学部法律学科助教授、同公共システム学科助教授を経て、同志社大学法学部政治学科教授。2020年 - 2022年日本国際政治学会理事長。学位は、博士（政治学）（神戸大学）。

## 著書

### 単著
- 『日米韓半導体摩擦――通商交渉の政治経済学』（有信堂高文社, 2002年）、ISBN 9784842055466
- 『国際レジームと日米の外交構想――WTO・APEC・FTAの転換局面』（有斐閣, 2012年）、ISBN 9784641049963

### 編著
- 『東アジアの国際関係――多国間主義の地平』（有信堂高文社, 2009年）、ISBN 9784842055640
- 『コンストラクティヴィズムの国際関係論』有斐閣ブックス（有斐閣, 2013年）
- 『日本の国際関係論――理論の輸入と独創の間』（勁草書房, 2016年）
- 『国際関係理論と日本外交史――「分断」を乗り越えられるか』（勁草書房, 2020年）
- 『戦後日本外交からみる国際関係――歴史と理論をつなぐ視座』（ミネルヴァ書房, 2021年）
- 『日本の経済外交――新たな対外関係構築の軌跡』（勁草書房, 2023年）

### 共編著
- （山田高敬）『グローバル社会の国際関係論』（有斐閣, 2006年、新版2011年）
- （大西裕）『ＦＴＡ・ＴＰＰの政治学――貿易自由化と安全保障・社会保障』（有斐閣, 2016年）
- （新川敏光・大西裕・田村哲樹）『政治学』（有斐閣, 2017年）
- （グローバル・ガバナンス学会編／ 菅英輝・ 松井康浩責任編集）『グローバル・ガバナンス学Ⅰ　理論・歴史・規範』（法律文化社, 2018年）

## 論文

### 雑誌論文
- 「国際レジームと対外政策過程――GATT・MFAレジームをめぐる日本の繊維政策過程」『国際法外交雑誌』90巻6号（1992年）
- 「日米貿易摩擦と韓米貿易摩擦――摩擦の波及に関する政策過程分析」『アジア研究』38巻3号（1992年）
- 「日米半導体摩擦における『数値目標』形成過程――『制度』の作用と政策決定の交錯」日本政治学会編『年報政治学』（岩波書店, 1997年）
- 「『構造』問題をめぐる貿易摩擦の分析――政策決定過程・制度・国際レジーム（1-3）」『金沢法学』38巻1・2号/39巻1号/40巻1号（1996年-1998年）
- 「企業と国際貿易ガバナンス」『国際政治』119号（1998年）
- 「経済摩擦と国際秩序・再考――政府間レジームから民間レジームへ?」『海外事情』 46巻11号（1998年）
- 「コンストラクティヴィズムの視座と分析――規範の衝突・調整の実証的分析へ」『国際政治』143号（2005年）
- 「東アジアFTA:日本の政策転換と地域構想――『政策バンドワゴニング』から『複雑な学習』へ」『国際問題』528号（2004年）
- “グローバル経済と国際政治ー国家と国際レジームの位相ー”. 国際政治 143. (2008).
- “国際規範の法化・遵守連鎖の逆説ーWTOにおける法化の不均衡とその波及効果ー”. 国際法外交雑誌 112 (3):  458-481. (2013).
- “国際規範と多国間交渉ーGATT・WTOラウンド事例の比較分析ー”. グローバル・ガバナンス 1:  14-30. (2014).
- “新興国の馴化ー1970年代末の日本のサミット外交ー”. 国際政治 183. (2015).
- “日美経貿摩擦的政治解決過程ー兼論与中美経貿摩擦的比較ー”. 中国社会科学院・日本学刊 2020-5. (2020).
- “日本の国際政治学ー仕切られた対話からの共創？ー”. 国際政治 (日本国際政治学会) 199. (2020).
- “インド太平洋地域の制度競合・共存構造ー規範の「叫び声・ため息」循環ー”. 日本国際経済法学会年報 30. (2021).
- “The Range of the "End-of-Paradigms Debate" in Global Governance Theory: Theoretical Compositeness and Structural Change in International Relations”. The Study of Global Governance (グローバル・ガバナンス学会) 7. (2021).
- “経済連携協定をめぐる国際関係－協調と競合、加入と離脱の構図－”. 国連ジャーナル 2022年春号.
- “グローバル・ガバナンス研究の展開と転回－国際的構造変化との乖離、その架橋－”. グローバル・ガバナンス 8. (2022).
- “Relationship Based on Heterogeneity: IR Studies in Japan”. IR Studies in Japan、日本国際政治学会JAIR (The Japan Association of International Relations) website 2022年:  12月.
- “日本経済外交的原点 ”吉田路線” 及其潜在困境”. 中国社会科学院・日本学刊. (2023).
- “ミャンマー政変と地域・国際構造ー地域研究と理論研究の交点からー”. アジア研究 69 (3). (2023).

### 単行本所収論文
- 「『MFAレジーム』撤廃の政策過程」宮里政玄・臼井久和編『新国際政治経済秩序と日米関係』（同文館、1992年）
- 「国際通商摩擦」国際法学会編『日本と国際法の100年（7）国際取引』（三省堂, 2001年）
- 「アメリカ合衆国――国内調整の陥穽」岡本次郎編『APEC早期自由化協議の政治過程』（アジア経済研究所、2001年）
- 「二国間交渉」河野勝・竹中治堅編『アクセス国際政治経済論』（日本経済評論社、2003年）
- "The International Political Economy of FTA Proliferation: Testing the Analytical Scope of Neorealism, Neoliberalism and Constructivism," J.Okamoto, ed., Wheither Free Trade Agreement?, (Institute of Developing Economies, 2003).
- "The United States: Linkage between Domestic Agreement and Foreign Disagreement," J. Okamoto, ed., Trade Liberalization and APEC, (Routledge, 2004).
- 「国際規範の遵守と国内政治――コンストラクティヴィズムによる日本・農産物リンゴ検疫事件の分析」川瀬剛志・荒木一郎編『WTO紛争解決手続における履行制度』（三省堂, 2005年）
- 「経済外交――「経済大国」化とその揺らぎ」多胡圭一編『日本政治――過去と現在の対話』（大阪大学出版会、2005年）
- 「アジアをめぐる国際関係」片山裕・大西裕編『アジアの政治経済・入門』（有斐閣、2006年）
- 「レジーム・コンプレックスと政策拡散の政治過程──政策アイディアのパワー」大芝亮・古城佳子・石田淳編『日本の国際政治学（2）国境なき国際政治』（有斐閣, 2009年）